# Bema, Lombardy
Bema, Lombardy település Olaszországban, Sondrio megyében. Lakosainak száma 116 fő (2023. január 1.). Bema, Lombardy Albaredo per San Marco, Averara, Cosio Valtellino, Gerola Alta, Morbegno, Pedesina és Rasura községekkel határos.

## Népesség
A település népességének változása:
| Lakosok száma | 119  | 116  | 116  |
|               | 2017 | 2018 | 2023 |